# Naboo
Naboo é um planeta fictício do universo de Star Wars. Um planeta abundante, semelhante à Terra, com um terreno predominantemente verde, o planeta era o lar de duas sociedades independentes: os nativos gungans, que viviam em cidades subaquáticas, e os humanos de Naboo, que viviam em colônias dispersas pela superfície. Os habitantes humanos de Naboo, conhecidos simplesmente como Naboo, eram governados por uma monarquia eletiva e mantinham uma cultura pacífica que promovia a educação, as artes, a proteção ambiental e as conquistas científicas. A principal cidade de Naboo era Theed, a capital do planeta, e a principal cidade Gungan era Otoh Gunga. Naboo é conhecido por ser orbitado por três luas: no cânone atual, as luas de Naboo são conhecidas como Ohma-D'un, Onoam e Veruna; enquanto em Legends, Naboo era conhecido por ser orbitado pelas luas Ohma-D'un (lar de uma colônia Gungan), Rori (lar de uma colônia Naboo) e a lua gelada Tasia (nomeada em homenagem à Rainha Elsinoré den Tasia de Grizmallt).
Localizado no setor Chommell, Naboo é o planeta natal da Senadora Padmé Amidala e do Deputado Jar Jar Binks, bem como do Senador (mais tarde Chanceler Supremo e depois Imperador) Palpatine. No Episódio I – A Ameaça Fantasma, foi o local de um bloqueio da Federação do Comércio e da Batalha de Naboo entre a Federação e os habitantes nativos. Naboo é vista em quatro filmes de Star Wars, tendo um papel de destaque nas duas primeiras prequelas e sendo vislumbrada brevemente em A Vingança dos Sith e no lançamento em DVD de 2004 de Retorno do Jedi.
A arquitetura de Theed, embora faça referência à Roma Antiga e a outras tradições clássicas, foi fortemente inspirada no Marin County Civic Center, projetado por Frank Lloyd Wright, na Califórnia, localizado próximo ao Rancho Skywalker e à Industrial Light & Magic. Os pântanos de Naboo são o lar de muitas espécies de criaturas, incluindo o enorme Opee Sea Killer no Episódio I – A Ameaça Fantasma.

## Sistema Naboo
O Sistema Naboo está localizado no Setor Chommell, uma região na Orla Média galáctica. Naboo é o terceiro planeta do sistema estelar de mesmo nome, que orbita a estrela Naboo. O sistema Naboo é composto por cinco planetas: Moth (tipo Vênus), Erep (tipo Vênus), Naboo (tipo Terra), Widow (tipo Marte) e Storm (tipo Júpiter). O planeta Naboo tem três luas, conhecidas em várias mídias como Ohma D'un, Onoam e Veruna.

## Características geográficas
Naboo é descrito como tendo um interior poroso, rico em plasma, sem um núcleo fundido - um fenômeno raro entre os planetas do universo de Star Wars. A superfície de Naboo apresenta pântanos densos, planícies de grama ondulada e colinas verdejantes. As Montanhas Gallo, a maior cadeia de montanhas, dividem as grandes planícies de grama do norte do Pântano de Lianorm, ao sul. Ao sul do Pântano de Lianorm está o Mar de Paonga, que abriga o principal assentamento Gungan de Otoh Gunga, a cidade Gungan visitada por Jar Jar Binks, Obi-Wan Kenobi e Qui-Gon Jinn. Sob a superfície do planeta há um enorme labirinto de passagens submarinas e cavernas tão profundas que atravessam o planeta. As cavernas são o lar de imensos animais aquáticos e criaturas que nunca são vistas na superfície. Os gungans dominam essas “vias subaquáticas”, usando-as como uma espécie de rodovia entre seus locais sagrados na superfície e suas cidades subaquáticas.

## História
Os gungans aquáticos são nativos de Naboo, embora não se saiba se eles são os habitantes “originais”, mas podem ter evoluído nos mares subterrâneos interiores ou nos pântanos.
Uma civilização humanoide pré-Gungan habitou a superfície de Naboo há dezenas de milhares de anos, deixando para trás monumentos e ruínas espalhados pelo planeta. O Lugar Sagrado Gungan, a maior dessas ruínas, está situado na extremidade norte do Pântano de Lianorm. Os gungans consideram essas ruínas sagradas e seus construtores como os “Anciões” do planeta. Por fim, tanto os cientistas Gungan quanto os humanos de Naboo concordam que o fim da civilização dos “Anciões” pode ser o resultado do fato de os “Anciões” não viverem em harmonia com a natureza.

### Colonização humana
Os gungans dominaram Naboo por um longo período, embora tenham se limitado aos pântanos e cursos d'água; as montanhas e pastagens eram consideradas “desérticas”. Em 3951 BBY (antes da Batalha de Yavin), refugiados humanos começaram a fugir de uma violenta revolução em seu planeta-mundo principal, Grizmallt. A líder de Grizmallt, a rainha Elsinore den Tasia, patrocinou uma frota de três naves (Beneficent Tasia, Mother Vima e Constant) para colonizar novos mundos, comandada pelo explorador Kwilaan. Elsinore den Tasia foi homenageada com o nome da lua de Tasia, em Naboo. A frota de Kwilaan acabou descobrindo e fazendo um pouso forçado no planeta Naboo por volta de 3900 BBY. Eles se estabeleceram permanentemente nas montanhas e nas grandes planícies de grama. Há uma crença de que Naboo se originou de uma palavra Gungan que significa “povo das planícies”. Embora houvesse diferenças culturais que levavam à tensão entre humanos e gungans, os conflitos diretos eram raros, com mais disputas surgindo entre diferentes assentamentos humanos ao longo do tempo.
A cultura humana de Naboo manteve um caráter pastoral e nômade, mesmo quando os centros urbanos começaram a surgir. O Pico Deeja, nas Montanhas Gallo, tornou-se um dos primeiros assentamentos humanos, com importância política. Keren e Theed evoluíram como comunidades agrícolas com produção excedente de alimentos que sustentavam uma grande classe de lazer. Mais tarde, Keren se tornou um centro comercial, enquanto Theed desenvolveu tendências aristocráticas. Kaadara serviu como uma cidade costeira para os poucos pescadores nabooanos, e Moenia foi estabelecida como a única colônia humana nas tradicionais terras natais gunganas dos pântanos de Lianorm.
Os Naboo se desenvolveram em uma sociedade feudal clássica com uma classe nobre hereditária e o povo comum, embora, ao contrário da maioria das sociedades feudais, não haja registro de uma classe de servos subservientes. As cidades-estado de Naboo negociavam entre si e com os Gungans. Em geral, as cidades-estado reconheciam um “Alto Rei” cerimonial - um cargo que, às vezes, era alternado entre os príncipes das cidades-estado, embora em outras ocasiões fosse investido em uma casa real. Essa posição cerimonial era em grande parte impotente e uma forma de democracia de pares evoluiu.
O Rei Narmele, o Explorador, colonizou a lua pantanosa de Rori, em Naboo, por volta de 2000 BBY. Uma cidade lá ainda leva seu nome. Alguns cientistas afirmam que colonizadores anteriores se estabeleceram em Rori antes da colônia de Narmele, mas, se isso for verdade, nenhum vestígio deles foi encontrado. Naboo tem duas outras luas, a lua de água Ohma D'un (mais tarde colonizada conjuntamente pelos humanos de Naboo e pelos Gungans após a Batalha de Naboo) e a lua de gelo cinzenta e estéril de Tasia (nomeada em homenagem à Rainha Grizmallt que patrocinou a missão colonial original).
A cultura de Naboo dá uma ênfase significativa à família, desde os plebeus até a família real. As esposas demonstram intensa lealdade a seus maridos, e aqueles que são condenados por adultério podem ser executados.

### Naboo durante a República Velha e a Ascensão do Império
Em 1.000 BBY, uma crise levou a um conflito de grande escala que envolveu todas as cidades-estado humanas de Naboo, embora não houvesse evidência de participação Gungan. O rei de Theed, Jafan, encerrou o conflito, unindo todos os nabooanos sob sua liderança em 830 BBY. Jafan deu início ao “Grande Tempo de Paz” e Theed tornou-se a Capital Real, eclipsando o Pico Deeja. Ainda provincianos e pouco populosos, os Naboo continuaram a desconfiar de influências de fora do mundo. Sob a dinastia Jafan, Theed se tornou um local de exibição de arquitetura decorativa e artesanato deslumbrante, como a Nave Real de Naboo e o palácio real em Theed. (Observação: o palácio real de Theed nos filmes é um modelo físico detalhado em miniatura e, às vezes, um exterior gerado por computador, mas o interior foi filmado no Palácio de Caserta, na Itália). O pátio do palácio tem estátuas de filósofos de Naboo. A Dinastia Jafan reinou como governantes hereditários até que o último de sua linhagem expirou (por volta de 150 BBY). Desde então, a posição de monarca tem sido um cargo eleito, com uma constituição fluida que permitiria que o governo hereditário fosse investido em uma dinastia nobre se o povo assim desejasse.
No reinado do Rei Veruna, em 47 a.C., Naboo havia se tornado um importante participante do mercado galáctico de comércio de energia de plasma. Conhecida há muito tempo como uma fonte de plasma (a fonte de energia que alimenta tudo, desde as simples luzes nas vestes da Rainha Amidala até as grandes cidades subaquáticas Gungan e as naves estelares), foram descobertos veios de plasma de alta qualidade sob as ruas de Theed. Isso levou o Rei Veruna (47-30 BBY) e o (então) Senador Palpatine a construir uma grande instalação de mineração e refino de plasma no coração da capital. A Guilda dos Bancos financiou a construção. Como os Naboo tradicionalmente tinham aversão ao comércio internacional, eles concordaram que a poderosa Federação do Comércio comprasse o plasma por um preço fixo. No entanto, a Federação se aproveitou da falta de experiência comercial interestelar dos Naboo e vendeu o plasma por preços muito mais altos, deixando os Naboo na mão.
O Rei Veruna, reconhecendo o conflito militar iminente, expandiu o Space Fighter Corps e organizou o esquadrão de caças estelares N-1. O Hangar Theed foi construído ao lado da estação de refino para acomodar as novas forças militares. Apesar de ser vista como uma medida provocativa, especialmente pelo senador Palpatine, essa decisão foi tomada em resposta aos protestos de Naboo contra o acordo comercial com a Federação. Com o povo e o senador insatisfeitos com sua expansão militar, Veruna foi forçado a abdicar em favor da Princesa Padmé Naberrie. Mais tarde, Veruna seria assassinado enquanto estava no exílio. Tomando Amidala como seu Nome de Estado, a jovem rainha Padmé prometeu encerrar o conflito sem violência. Uma vez no poder, a Rainha Amidala iniciou negociações com a Federação do Comércio. No entanto, a Federação ficou escandalizada com a resistência de Naboo à sua autoridade, que coincidiu com um imposto do Senado da República Galáctica sobre o comércio interestelar. Ambas as ações foram vistas pela liderança da Federação como uma ameaça aos seus interesses comerciais e ao seu poder. A Federação respondeu com um bloqueio militar de Naboo, com o objetivo de forçar Naboo à subserviência e, com sorte, intimidar o Senado para que revogasse a medida de tributação. A liderança da Federação foi secretamente aconselhada e manipulada pelo Lorde Sith Darth Sidious.
Os Cavaleiros Jedi Qui-Gon Jinn e Obi-Wan Kenobi foram enviados para mediar, mas não tiveram sucesso. Naboo caiu rapidamente; apesar de ter um poderoso Corpo Armado, o Conselho Consultivo Real não entrou em ação até que todas as negociações fracassassem. O governo e os cidadãos de Naboo foram capturados e mantidos em campos de detenção fora das cidades. Logo resgatada por Jinn e Kenobi, a Rainha Amidala deixou Naboo para buscar ajuda pessoalmente no Senado Galáctico. Enquanto isso, o Capitão Panaka e outros organizariam um movimento de resistência.
Uma vez em Coruscant, a Rainha Amidala se dirigiu ao senado. A Federação tinha aliados poderosos e ricos, e tudo o que a Rainha podia fazer era pedir um “Voto de Não Confiança” na liderança do Senado do Chanceler Supremo Valorum. Com isso, ela esperava forçar uma mudança para uma chancelaria mais favorável. A rainha retornou ao seu planeta natal para liderar a resistência. Ao voltar para casa, a Rainha Amidala procurou a ajuda dos reclusos Gungans, pedindo uma ação conjunta contra o inimigo comum. Os Gungans concordaram em formar uma aliança e lideraram um exército contra as forças mecânicas da Federação. O Capitão Panaka organizou o Corpo de Caça Espacial, lançando um esforço final contra a nave capital da Federação. O Corpo de Caças destruiu com sucesso a nave capital da Federação do Comércio, desativando todos os Droides de Batalha B1 e capturando os líderes da Federação do Comércio, Nute Gunray e Rune Haako. Qui-Gon Jinn perdeu a vida durante a batalha, mas a Aliança Naboo e Gungan acabou triunfando sobre a Federação. Em reconhecimento a seus esforços heróicos, o povo de Naboo propôs uma emenda à constituição para permitir que Padmé Amidala, e possivelmente seus herdeiros, reinassem por toda a vida. Padmé Amidala recusou a honra.
Depois de cumprir o máximo de dois mandatos de 4 anos, Padmé Amidala foi substituída pela Rainha Jamillia (24-20 BBY). Jamillia pediu que Padmé Amidala continuasse servindo Naboo como sua senadora. Padmé Amidala “não pôde recusar a Rainha” e retornou à política após uma breve pausa. Jar Jar Binks também foi indicado como senador suplente, tornando-se o primeiro Gungan a representar o planeta Naboo. A maioria dos preconceitos de ambas as espécies desapareceu quando Amidala e Boss Nass conseguiram unir as duas espécies durante a Batalha de Naboo.
A política do Senado da República Galáctica foi um novo fórum para Padmé Amidala. Nesse meio tempo, Palpatine, ele próprio um nabooano, permaneceu como Chanceler Supremo da República, e suas posições de linha dura eram geralmente apoiadas por um Naboo ainda em reconstrução após a ocupação. Muitos em Naboo e no Senado Galáctico desejavam um executivo centralizado, mas Padmé Amidala votou consistentemente contra o Ato de Criação Militar. Essa lei teria autorizado o Senado a estabelecer um exército permanente para servir sob a discrição do Chanceler Supremo da República. Padmé Amidala, no entanto, foi superada e, após uma proposta do Deputado Jar Jar Binks para a concessão de “poderes emergenciais” ao Chanceler, um exército foi criado para combater o movimento Separatista. Durante as Guerras Clônicas, a Confederação de Sistemas Independentes (incluindo a Federação do Comércio) lançou uma campanha malsucedida de invasão e conquista contra Naboo.

### Naboo Imperial
Após a ascensão do Império, a Rainha Apailana se opôs abertamente ao novo regime. Quando as negociações diplomáticas entre Naboo e o Império não tiveram sucesso, Apailana considerou opções militares e forneceu refúgio aos Jedi, violando a Ordem 66. Posteriormente, ela foi assassinada pela 501ª Legião de elite, também conhecida como Punho de Vader, solidificando o controle imperial sobre o planeta.
Nos anos seguintes, os Naboo geralmente apoiariam as posições do Chanceler e, mais tarde, do Imperador Palpatine, incluindo o estabelecimento do Império, tornando-se assim um estado satélite imperial. Muitos de Naboo serviriam nos Serviços Imperiais e o Capitão Panaka se tornaria um assessor do Imperador e, mais tarde, se tornaria o Naboo Imperial.
A popular Rainha Kylantha reinaria durante os anos imperiais. Kylantha nomeou a sobrinha de Padmé Amidala, Pooja Naberrie, para o Senado Imperial. Lá, Pooja seria contemporânea de sua prima, a Princesa Leia de Alderaan, mas elas não saberiam do relacionamento biológico uma da outra até 36 anos após a Batalha de Yavin. Kylantha não apoiava a antiga República, mas também não era uma defensora do Império. Kylantha se recusou a alterar a estrutura democrática da constituição de Naboo. Acredita-se que Kylantha era secretamente pró-rebelião, apesar de ter sido nomeada pelo Império após o assassinato de Apailana.
Star Wars: Shattered Empire revela que, logo após a Batalha de Endor, o Império usou uma super arma para afetar negativamente o clima do planeta. Leia estava visitando o mundo natal de sua mãe no momento do ataque.

## Tradições reais

### Nomes de estado
Muitas vezes, quando um nabooano entra na vida política, ele adota um “Nome de Estado”. Esse nome é usado em ocasiões públicas e representa a honra e a dignidade do cargo que a pessoa escolhe. Padmé Naberrie adotou o Nome de Estado anônimo “Amidala” quando se tornou Princesa de Theed (34-32 BBY) e, mais tarde, Rainha de Naboo (32-24 BBY). Padmé manteve o nome Amidala quando se tornou Senadora de Naboo para a República Galáctica (23-19 BBY).

### Cicatriz da lembrança
A cicatriz da lembrança é usada como parte da maquiagem do governante do planeta Naboo. É um símbolo da lembrança dos dias anteriores ao “Grande Tempo de Paz”, que foi criado pelo Rei Jafan, o governante que uniu Naboo. Os monarcas de Naboo também usam como parte de sua maquiagem os pontos gêmeos coloridos nas bochechas de “Equilíbrio” e “Simetria”.

## Monarcas conhecidos de Naboo
- Rei Narmele (cerca de 2.000 BBY)
- Rainha Yarm (cerca de 500 anos antes da Rainha Amidala)
- Rei Jafan (c. 532 BBY)
- Rei Tapalo (65 BBY - 46 BBY)
- Rei Veruna (47 BBY - 30 BBY)
- Rainha Amidala (32 BBY - 24 BBY)
- Rainha Jamillia (24 BBY - 22 BBY)
- Rainha Neeyutnee (22 BBY - 20 BBY) - Era das Guerras Clônicas
- Rainha Apailana (20 BBY - 18 BBY)
- Rainha Kylantha (18 BBY - durante toda a era imperial)
- Rainha Sosha Soruna (4 ABY -)

## Senadores conhecidos de Naboo
- Senador Vidar Kim (? BBY - 52 BBY)
- Senador Sheev Palpatine (52 BBY - 32 BBY)
- Senadora Padmé Amidala (22 BBY - 19 BBY)
- Senador Jar Jar Binks (19 BBY - 6 BBY)
- Senadora Pooja Naberrie (6 BBY- 0 BBY)
- Senador Thadlé Berenko (? ABY - 34 ABY)

## Luas de Naboo

### Cânone
2 luas em aparência.

### Onoam
Ninguém sabe a posição orbital de Onoam, mas ela era conhecida por abrigar as segundas residências do Governador do Setor Quarsh Panaka e da Rainha Dalné. Mais tarde, a senadora Leia Organa chegou e estabeleceu uma mina. As coordenadas de grade eram 0-17, mas ninguém sabe suas coordenadas XYZ.